# Chimonocalamus pallens
Chimonocalamus pallens är en gräsart som beskrevs av Chi Ju Hsueh och Tong Pei Yi. Chimonocalamus pallens ingår i släktet Chimonocalamus och familjen gräs. Inga underarter finns listade i Catalogue of Life.